# برام كوهين
برام كوهين (بالإنجليزية: Bram Cohen)‏ مبرمج حاسوب أمريكي ولد عام 1975 وهو مبرمج بروتوكول بت تورنت الشهير لتبادل الملفات.
عاش في مدينة نيويورك وتعلم لغة برمجة البيسك تخرج من الثانوية عام 1993  ودرس في جامعة بيفالو ولكنة ترك الجامعة.
يعيش الآن في مدينة سان فرانسيسكو مع زوجتة جينا وأطفاله الأثنين.
يعمل الآن تطوير برنامج ال بت تورنت حيث يصدر له عدة إصدارات.
مما يرويه عن نفسه أنه استخدم ملفات لصور إباحية كطعم لإغراء المستخدمين لتجربة النسخة الأولية من برنامج بت توررنت.
وقد اشترى برنامج يو توررنت μTorrent وصار الآن هو أساس برنامج بت توررنت.

## وصلات خارجية
- موقع برام كوهين
- مدونة برام كوهين
- صفحة برام كوهين على تويتر Twitter
- الموقع الرسمي للبت تورنت

## مواضيع ذات صلة
- بت تورنت
- يوتورنت